# Mejîsît, Ratne
Mejîsît (în ucraineană Межисить) este localitatea de reședință a comunei Mejîsît din raionul Ratne, regiunea Volînia, Ucraina.

## Demografie
Componența lingvistică a localității Mejîsît
     Ucraineană (99,57%)
     Alte limbi (0,43%)
Conform recensământului din 2001, majoritatea populației localității Mejîsît era vorbitoare de ucraineană (99,57%), existând în minoritate și vorbitori de alte limbi.